# Вроцлавский крытый рынок
Вроцлавский крытый рынок (пол. Hala Targowa) — находится в одном из старых районов Вроцлава на перекрёстке улицы Пясковой (пол. ul. Piaskowa) у пересечения с площадью Епископа Нанкера (пол. pl. Nankiera) и улицей Св. Духа (пол. ul. św. Ducha) в непосредственной близости от рынка (центр города) (пол. Rynek), острова Песок и Песочного моста.
Архитектор — Р. Плюддеманн, который был выпускником Строительной академии Берлина, а затем стал городским советником в области строительства. Год постройки — 1906—1908.

## История
В начале XX века Вроцлав интенсивно развивался в основном в направлении промышленности и торговли и требовал новых помещений, в то время Вроцлав был одним из густонаселённых городов Германии. Торговый центр был построен для упорядоченной торговли в центре города, которая раньше происходила в основном на Новом базаре. Почти идентичный торговый центр этого архитектора был построен в это же время на Железнодорожной улице, но здание сильно пострадало в 1945 году и в 1973 году было полностью разобрано.
Раньше на месте этого торгового центра было подворье любуских епископов (пол. biskupi lubuscy) XIV века, которое в начале XVI века было перестроено в военный арсенал (пол. Arsenał Piaskowy), который был разобран в 1905 году. В северный фасад здания вмурованы каменные пушечные ядрa, как память о последнем предназначении этого места.

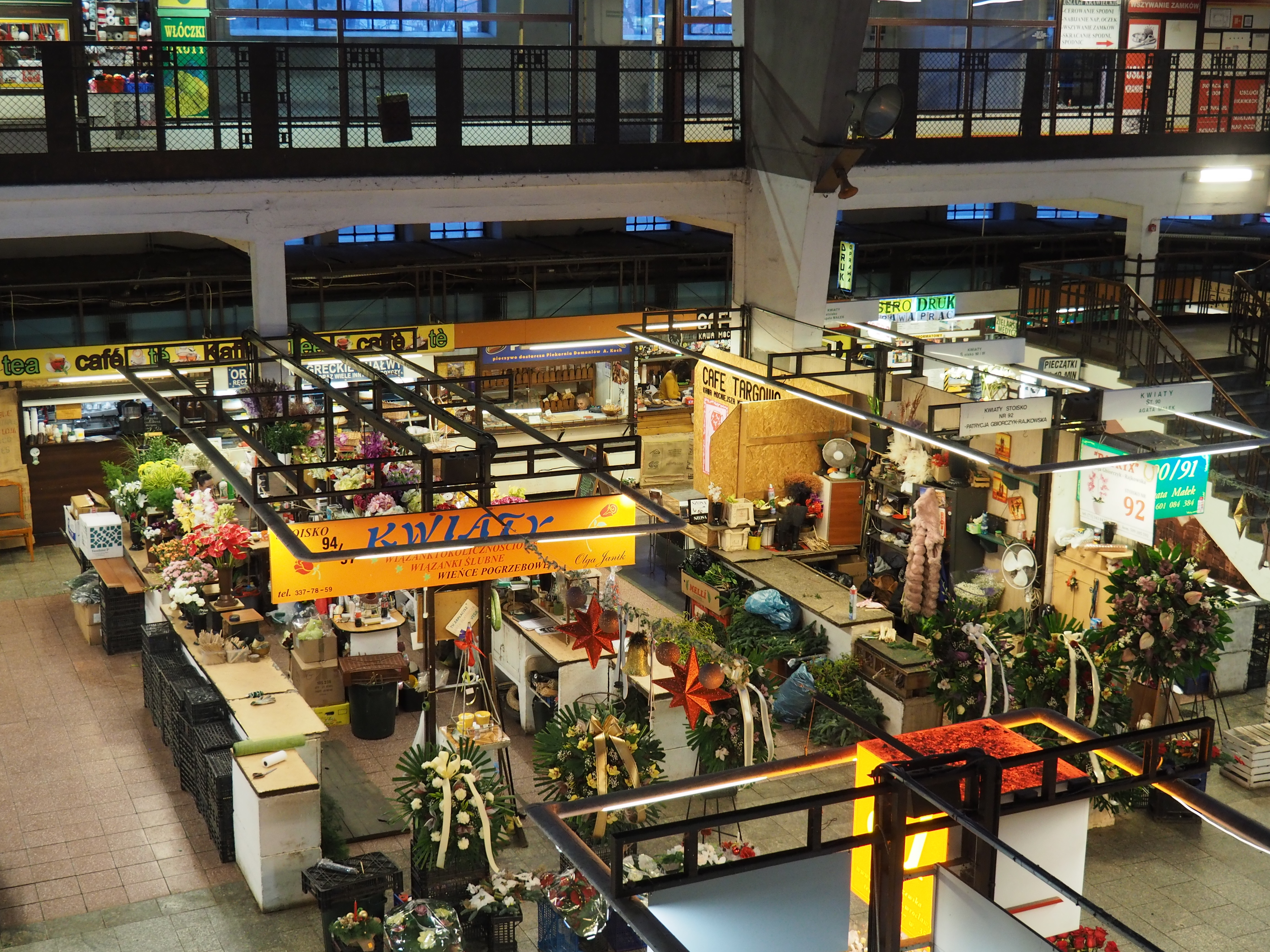
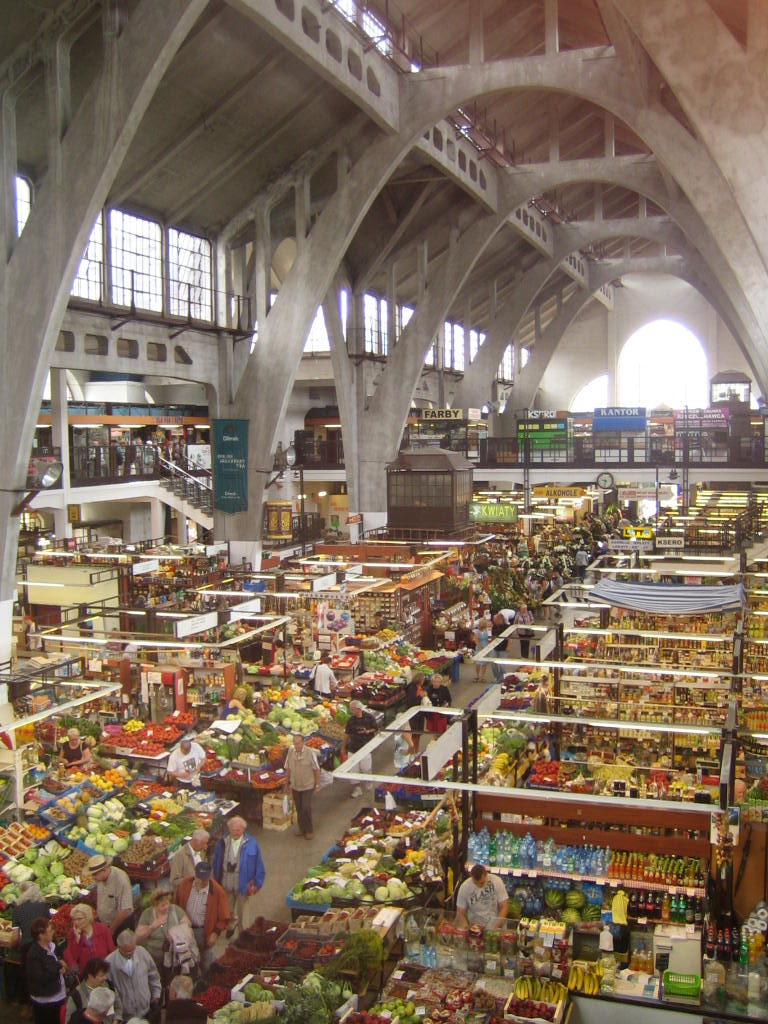
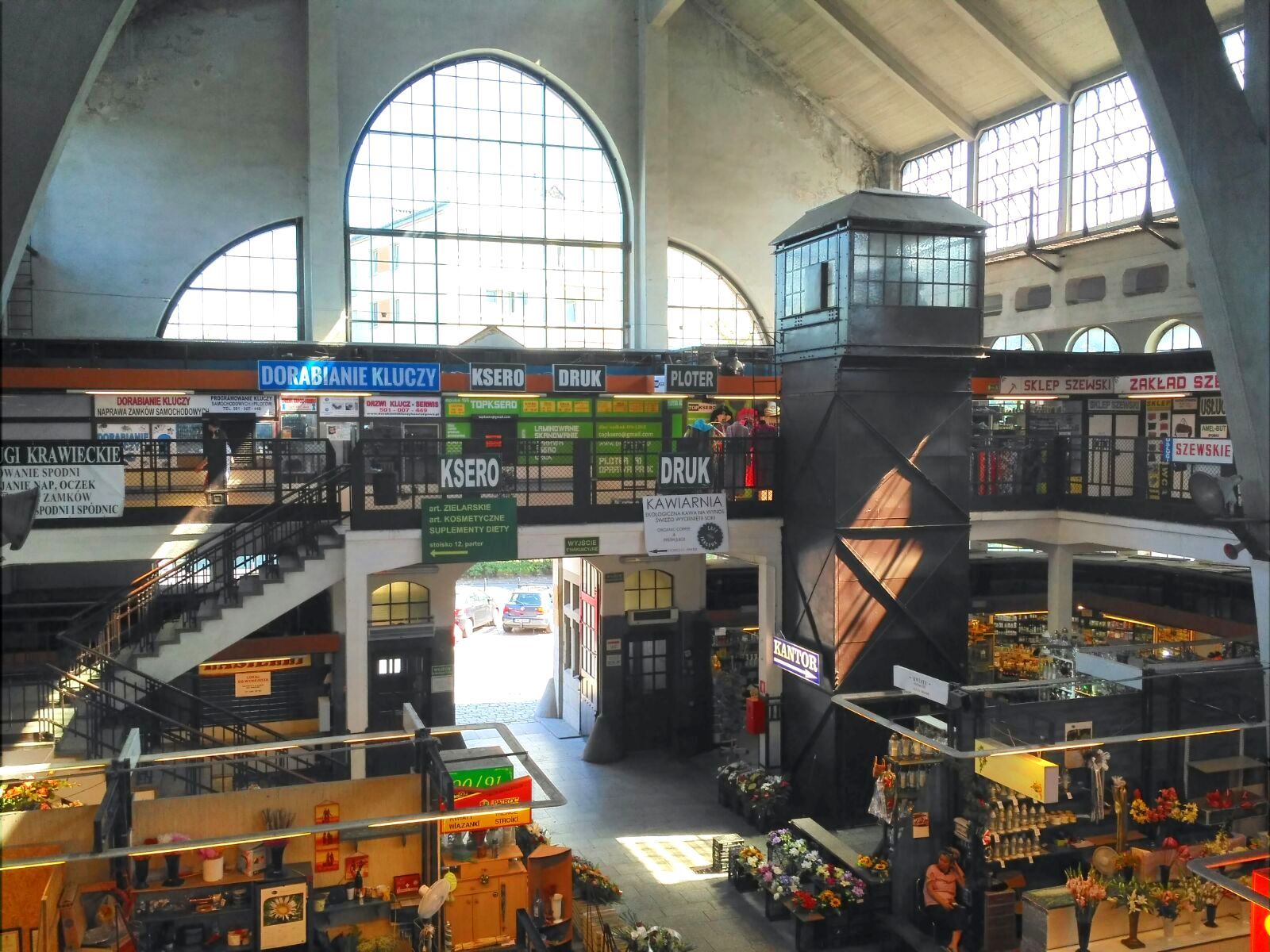
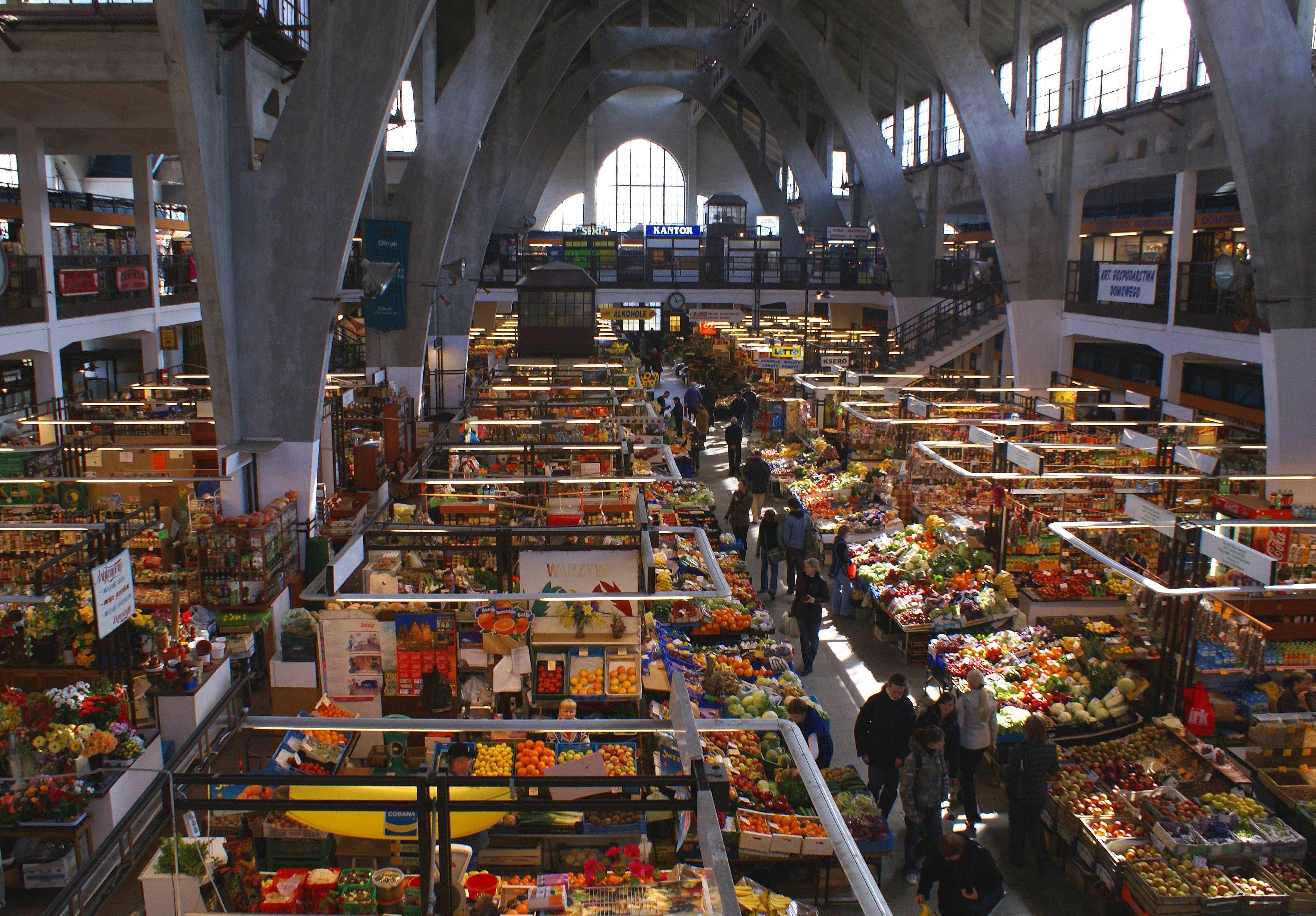
Внутренний вид

## Описание
Здание однопролётное в плане и окружено галереей по периметру. Перекрытие торгового зала опирается на параболические железобетонные арки, которые спроектировал Фридрих Август Кюстер (нем. Friedrich August Küster), это стало одним из первых важнейших инженерных достижений. Арки имеют высоту 20 м, расстояние по горизонтали между ветвями арки — 19 м. Здание имеет подвал высотой 3,7 м. Фасады здания смоделированы по подобию фондовой биржи в Амстердаме и обладают средневековым характером, в то время, как интерьер решён в стиле модерн. Изначально планировалось выполнить несущие конструкции из металла, но, с учётом небольшого бюджета, решено было использовать железобетон. Все расчёты несущих конструкций выполнил Макс Берг (Max Berg), который также спроектировал Зал столетия во Вроцлаве. Бетонные арки была покрыты геометрическим узором, а в окнах вставлены жёлтые стёкла.
Здание не сильно пострадало во время военных действий 1945 года и, практически сразу после войны, стало снова использоваться по назначению. Капитальный ремонт был проведён в 1980—1983 годах, и с того времени это одно из самых больших торговых помещений в городе. В настоящее время в здании в основном продают фрукты, овощи и цветы.